# Maha Bandula
Maha Bandula (မဟာဗန္ဓုလ /məhà bàɴdṵla̰/; ur. 6 listopada 1782, zm. 1 kwietnia 1825) – birmański generał, naczelny dowódca Królewskich Birmańskich Sił Zbrojnych od roku 1821 aż do swej śmierci w I wojnie brytyjsko-birmańskiej w roku 1825.
Bandula był postacią kluczową w prowadzonej przez dynastię Konbaung ekspansjonistycznej polityce wobec Manipuru i Asamu, która doprowadziła ostatecznie do wojny i zapoczątkowała upadek dynastii. Mimo to, generał, który poległ na polu walki, czczony jest przez Birmańczyków jako bohater narodowy za opór, jaki stawił Brytyjczykom. Współcześnie wiele z najważniejszych obiektów w kraju nazywanych jest jego imieniem.

## Wczesne lata życia
Maha Bandula urodził się 6 listopada 1782 roku (środa, 2. dzień Przybywania Księżyca miesiąca Tazaungmon 1144 ME) w Dabayin,  jako Maung Yit (မောင်ရစ် /màʊɴ jɪʔ/), pierowrodny syn drobnego szlachcica Pauk Tawa (ပေါက်တော) i jego żony, Nyein (ငြိမ်). Miał troje rodzeństwa: brata Aye (အေး), siostrę Dok (ဒုတ်) i jeszcze jednego brata - Myat Ne (မြတ်နေ). Zgodnie z ówczesnym birmańskim obyczajem, po ukończeniu 6 roku życia Yit rozpoczął naukę w miejscowym klasztorze buddyjskim. Przed ukończeniem 13 lat musiał przerwać naukę z powodu śmierci lub choroby ojca. Musiał też przejąć jego obowiązki. Wraz z matką pracował przy uprawie sezamu i doglądał młodszego rodzeństwa. Kilka lat później ożenił się z Shin Min Bu (ရှင်မင်းဘူး). Para miała syna, któremu nadano imię Kyan Gyi (ကျန်းကြီး).

## Służba wojskowa
W okresie późniejszej młodości Yit przeniósł się do będącej w tym czasie stolicą królestwa Amayabuyi, aby przyjąć służbę jako najniższej rangi żołnierz kontraktowy w królewskich oddziałach księcia koronnego Thado Minsawa, którego lennem było jego ojczyste Dababyin . Masywnie zbudowany i krzykliwy - na podstawie pomiarów jego zachowanej zbroi oceniono, że miał 173 cm wzrostu – Yit czynił znaczne postępy w nauce sztuk walki, jazdy konnej oraz jazdy na słoniu i szybko awansował zostając w 1806 roku jednym z osobistych strażników księcia koronnego. Dzięki zajęciu tego stanowiska Yit zyskał dostęp do nowej wiedzy wojskowej, otrzymując wykształcenie w dziedzinie strategii i taktyki.
Błyskotliwa kariera Yita załamała się jednak nagle po śmierci Thado Minsawa w kwietniu 1808. Choć nadal pozostawał w szeregach Gwardii Pałacowej, nie należał już do wewnętrznego kręgu otoczenia nowego księcia koronnego – Bagyidawa, księcia Sikongu. Przez cztery następne lata Yit posłusznie wypełniał swe obowiązki pozostając w cieniu, jednak ciągle nie był dostrzegany. Aby wreszcie zwrócić na siebie uwagę, pewnego dnia pod koniec 1812 roku głęboko sfrustrowany Yit wykonał śmiały ruch: bez żadnego widocznego powodu uderzył pięścią swego towarzysza z Gwardii Pałacowej Nanda Balę. Niezwłocznie aresztowany i przyprowadzony przed oblicze księcia, Yit wyjaśnił, że chce aby raz jeden książę nazwał go "Nga Yit", a on ochoczo uda się do więzienia by ponieść konsekwencje swego czynu. To śmiałe zachowanie zrobiło na księciu tak wielkie wrażenie, że przeprosił Yita i uczynił go posłańcem w swej Tajnej Radzie (ဗြဲတိုက် သံဆင့်). Yit nie zawiódł księcia. Już po około sześciu miesiącach, w czerwcu 1813 roku (miesiąc Nayon 1175 ME), został mianowany gubernatorem rodzinnego Dabayin otrzymując jednocześnie tytuł Ne Myo Thura Yegaung (နေမျိုး သူရ ရဲခေါင်, pol. Najodważniejszy Ze Słonecznego Rodu).
W następnym dziesięcioleciu Yit weźmie udział w zbrojnej ekspansji króla Bodawpayi i jego następcy, króla Bagyidawa.

### Manipur (1814)
Pierwsze bitewne doświadczenia Yita miały miejsce w Manipurze. 15 lutego 1814 roku (11. dzień Ubywania Księżyca miesiąca Tabodwe 1175 ME) licząca 20 000 ludzi armia birmańska opuściła swoje wysunięte bazy wzdłuż rzeki Czinduin i rozpoczęła najazd na Manipur z zamiarem osadzenia birmańskiego nominata na manipurskim tronie.  Yit służył pod dowództwem jednego z naczelnych dowódców sił zbrojnych, Ne Myo Yazathu, dowodząc trzema regimentami (3000 ludzi). Siły birmańskie bez trudu złamały opór Manipurczyków, a regimenty Yita brały udział zdobyciu stolicy królestwa. Yit został dostrzeżony, jako posiadający umiejętności dowódcze.

### Asam (1816–1819)
Następnym celem Bodawpayi stało się królestwo Asamu, położone podobnie jak Manipur na zachodzie, ale znacznie od niego większe. W roku 1816 asamski gubernator Guwahati, Badan Chandra Borphukan, poprosił birmańskiego króla o pomoc w pozbyciu się politycznego rywala, premiera Purnanandy Burhagohaina. Bodawpaya wyraził zgodę i w grudniu 1816 roku wysłał do Asamu liczącą 16 000 żołnierzy armię pod dowództwem generała Maha Minhla Minkhaunga. Yit pełnił funkcję młodszego dowódcy. Siły birmańskie wtargnęły do Asamu w styczniu 1817 roku i pokonały asamską armię w bitwie pod Ghiladhari. Dla obrony stolicy, Jorhatu, Asamczycy stworzyli nową armię, która stanęła w Kathalbari w pobliżu miasta. Została ona jednak szybko pokonana. W takiej sytuacji król Chandrakanta Singha zgodził się zostać hołdownikiem Birmy, a birmańskiemu królowi przekazał liczne dary oraz księżniczkę Hemo Aideo jako kandydatkę na żonę. Rok później probirmański premier Badan Chandra Borphukan padł ofiarą zabójstwa, a król Chandrakanta Singha został strącony z tronu przez rywalizującą z nim frakcję polityczną pod wodzą Ruchinatha Burhagohaina. Chandrakanta Singha zwrócił się o pomoc do Bodawpayi. Yit został ponownie powołany do służby w listopadzie 1818 i w lutym 1819 roku. Siły birmańskie najechały wówczas Asam i ostatecznie przywróciły na tron Chandrakantę Singhę. W obydwu kampaniach asamskich Yit pełnił funkcję dowódcy regimentu - o dwie rangi poniżej naczelnego dowódcy sił zbrojnych. Choć był tylko młodszym dowódcą, Yit dowiódł swej wartości na polu walki, a jego wkład w osiągnięty sukces został doceniony przez dowódców starszych rangą. W czerwcu 1819 roku (miesiąc Nayon 1181 ME), po zakończeniu kampanii w Asamie, Yit został mianowany gubernatorem Ahlon-Munywa przez swego protektora - księcia Sikongu, który właśnie wstąpił na birmański tron jako król Bagyidaw. 3 listopada 1819 roku (2. dzień Ubywania Księżyca miesiąca Tazaungmon 1181 ME) Yit otrzymał od króla tytuł Maha Bandula (pol. Wielki Bandula). I pod tym imieniem został zapamiętany przez potomnych.

### Manipur (1819)
Wkrótce, w Manipurze, Maha Bandula miał okazję wykazać się w swej pierwszej kampanii w roli starszego rangą dowódcy. To małe królestwo na zachodzie było w latach 1758-1782 targanym kolejnymi rebeliami birmańskim protektoratem, a w roku 1814 zostało ponownie podbite przez Bodawpayę. Gdy radża Manipuru, Marjit Singh, który zaledwie pięć lat wcześniej został osadzony na tronie przez Birmańczyków, nie wziął udziału w ceremonii koronacji nowego króla ani nie wysłał poselstwa z daniną, do czego był zobowiązany jak wszyscy władcy wasalni, Bagyidaw posłał swoją armię z zadaniem odzyskania władzy nad Manipurem.
W grudniu 1819 roku siły birmańskie najechały Manipur pod komendą Thado Minye Kyawhtina, królewskiego brata. Maha Bandula był w tej kampanii jednym z dwóch zastępców naczelnego dowódcy (Sitke). Dowodził on oddziałami piechoty liczącymi 5000 ludzi oraz 500-osobowym oddziałem kawalerii. Za jego siłami posuwał się dwudziestotysięczny korpus piechoty i dwa i pół tysiąca kawalerii pod dowództwem generała Ne Myo Thura Minhla Nawrahty. Manipurczycy zajęli stanowiska w pobliżu swej stolicy. O twierdzy, otoczonej z dwóch stron wysokimi wzgórzami i silnie ufortyfikowanej grubymi, drewnianymi bramami w pozostałej części, powiadano, że jest niemal nie do zdobycia. Jednak Bandula posłał doborowych żołnierzy, którzy nocą przedarli się przez wzgórza i wyłamali ciężkie bramy umożliwiając Birmańczykom zdobycie twierdzy oraz stolicy . Radża Marjit Singh uciekł do sąsiedniego państwa Cachar, rządzonego przez jego brata Chourjit Singha. Śmiała akcja przyniosła Maha Banduli sławę.
Po podbiciu Manipuru Birmańczycy pozostawili w tym państwie swój garnizon wspierany długą linią zaopatrzeniową prowadzącą w górę rzeki Czinduin.

### Asam (1821–1822)
Król Asamu, Chandrakanta Singha, próbował wyzwolić się spod wpływu Birmańczyków. Rekrutował on najemników z Bengalu i zaczął wzmacniać armię oraz wznosić umocnienia by powstrzymać dalsze birmańskie najazdy. I znów król Bagyidaw wyznaczył Banduli zadanie odzyskania Asamu.
W lutym 1821 roku z położonych najdalej na północ fortów wzdłuż doliny Hukawng wyruszyła licząca 20 000 ludzi (w tym 10 000 poborowych Khamti i Kaczinów) birmańska armia, która przez okryte śniegiem góry dotarła do Asamu. Po niemal półtora roku ciężkich walk toczonych na jednym z najtrudniejszych terenów świata, w lipcu 1822 roku siły birmańskie pokonały ostatecznie Chandra Kanta Singhę i jego asamską armię. Bagyidaw osadził na tronie Jogeshwara Singhę, brata Hemo Aideo, asamskiej księżniczki poślubionej przez Bodawpayę, mianował też wojskowego gubernatora generalnego z zadaniem nadzorowania administracji. Pokonany król Asamu, Chandrakanta Singha, zbiegł na terytorium brytyjskie - do Bengalu.  Brytyjczycy zignorowali wysunięte przez Bandulę żądanie wydania zbiegłego króla, wysyłając zamiast tego oddziały wojskowe dla wzmocnienia pogranicznych fortów. Maha Bandula pozostawił w Asamie liczący 2000 żołnierzy garnizon pod dowództwem gen. Maha Thilawy i powrócił do Ava.

### I wojna brytyjsko-birmańska (1824–1826)
W wyniku podobojów Manipuru i Asamu, do roku 1822 granica pomiędzy Indiami Brytyjskimi a królestwem Ava uległa znacznemu wydłużeniu. Mający stolicę w Kalkucie Brytyjczycy, mieli swoje własne plany dotyczące tego regionu i aktywnie wspierali rebelie w Manipurze, Asamie i Arakanie. Jednostronnie ogłosili oni Cachar i Jaintię swoimi protektoratami i wysłali tam wojsko. Wychodzące z brytyjskich terytoriów i sfer wpływów najazdy na te nowo zdobyte tereny drażniły Birmańczyków. Przekonany, że wojna jest nieunikniona Bandula stał się głównym orędownikiem ofensywnej polityki skierowanej przeciwko Brytyjczykom. Był on ważnym członkiem partii wojny na dworze Bagyidawa, do której należeli także królowa Me Nu i jej brat, książę Salin. Bandula wierzył, że rozstrzygające zwycięstwo pozwoliłoby Ava skonsolidować nabytki terytorialne w nowe zachodnie imperium składające się z Arakanu, Manipuru, Asamu, Cacharu i Jaintii, oraz przejąć kontrolę nad wschodnim Bengalem.
W styczniu 1824 roku Bandula posłał do Cacharu i Jaintii jednego ze swych najlepszych zastępców, Thado Thiri Maha Uzanę, z zadaniem przepędzenia buntowników. Brytyjczycy wysłali na jego spotkanie własne siły, co doprowadziło do pierwszych potyczek między dwiema armiami. Wojna wybuchła formalnie 5 marca 1824 roku, po starciach granicznych w Arakanie.

#### Zachodni teatr działań wojennych
Jako naczelny dowódca armii birmańskiej, Maha Bandula dysponował dwunastoma najlepszymi batalionami królestwa, z których jeden pozostawał pod jego osobistym dowództwem. Liczyły one łącznie dziesięć tysięcy ludzi i pięćset koni. W sztabie generalnym Maha Banduli znaleźli się niektórzy z najbardziej utytułowanych wojskowych kraju, a wśród nich książę Salay i gubernatorzy Danyawaddy, Wuntho i Taungngu. Plan Banduli zakładał zaatakowanie Brytyjczyków na dwóch frontach: w kierunku Ćottogramu z Arakanu na południowym wschodzie oraz w kierunku Srihotto z Cacharu i Jaintii na północy. Generał dowodził osobiście wojskami nacierającymi z Arakanu, podczas gdy Uzana stał na czele armii uderzającej z Cacharu i Jaintii.
Na początku wojny zaprawione w boju siły birmańskie zdołały odrzucić wojska brytyjskie - walczący od prawie dekady w dżunglach Manipuru i Asamu Birmańczycy byli lepiej zaznajomieni z terenem stanowiącym "potężną przeszkodę dla marszu wojsk europejskich". Uzana zwyciężył już raz Brytyjczyków w Cacharze i Jaintii w styczniu 1824 roku. W maju siły birmańskie dowodzone przez księcia Myawaddy pokonały oddziały Armii Indii Brytyjskich w stoczonej na brytyjskim terytorium bitwie pod Ramu, co wywołało wielką panikę w Kalkucie. Jednak Bandula, nie chcąc nadmiernie rozciągać frontu, powstrzymał Myawaddy’ego od zdobywania Ćottogram. Gdyby Maha Bandula zdecydował się na marsz na Ćottogram, który, o czym nie wiedział, był słabo broniony, mógłby zdobyć miasto i otworzyć sobie drogę na Kalkutę. (Birmańczycy nie mieli szans na wygranie tej wojny ze względu na nierównowagę w uzbrojeniu. Gdyby jednak zagrozili Kalkucie, mogliby wywalczyć lepsze warunki podczas późniejszych negocjacji pokojowych.).

#### Bitwa pod Rangunem (maj–grudzień 1824)

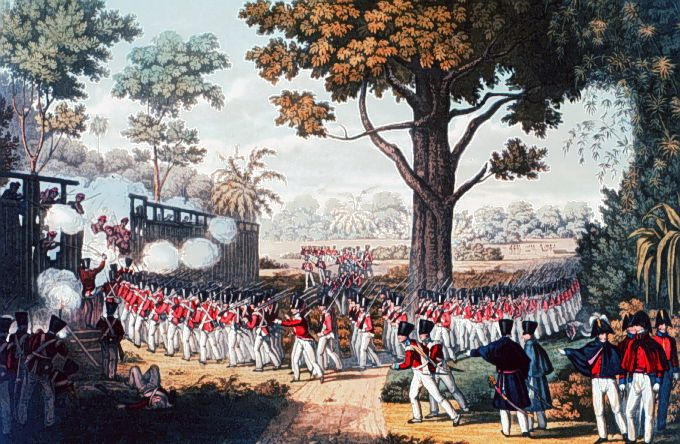
Bitwa pod Kyimyindaing

Zamiast prowadzenia walk w trudnym terenie, Brytyjczycy zdecydowali się na przeniesienie działań wojennych na obszar samej Birmy. 11 maja 1824 roku do portu Rangunu zawinęły brytyjskie siły morskie liczące ponad 10 000 ludzi (5000 żołnierzy brytyjskich i ponad 5000 indyjskich sipajów) i z zaskoczenia zajęły miasto. Realizując taktykę spalonej ziemi Birmańczycy pozostawili miasto puste, otaczając je za to oddalonym o około 17 km i ciągnącym się z zachodu na wschód łukiem umocnień. Siły brytyjskie pod dowództwem generała Archibalda Campbella zajęły pozycje na terenie ufortyfikowanej pagody Szwedagon. Przypuszczali oni stamtąd ataki na linie birmańskie i w lipcu 1824 roku zepchnęli Birmańczyków w kierunku Kamayut, około 9 km od Szwedagon. Podjęte we wrześniu przez siły birmańskie próby odzyskania Szwedagon zakończyły się niepowodzeniem.
Król Bagyidaw nakazał całkowite wycofanie sił z frontu zachodniego - armii Banduli z Arakanu i Bengalu oraz Uzany z Asamu, Cacharu i Jaintii - i ich wyruszenie na spotkanie z wrogiem w Rangunie. W sierpniu, w połowie pory monsunowej, Maha Bandula przebył wraz ze swą armią Góry Arakańskie. Nawet przy dobrej pogodzie przeprowadzenie 10 000 ludzi przez wysokie na około 1000 metrów Góry Arakańskie bądź wznoszące się na ponad 3300 metrów grzbiety Asamu, gęsto zalesione i poprzecinane jedynie wąskimi ścieżkami, z narażeniem na ataki tygrysów i lampartów, byłoby niezmiernie trudne. Dokonanie tego wyczynu w szczycie mokrej pory monsunowej tym bardziej nie było łatwym zadaniem. Jednak Bandula (idący z Arakanu) i Uzana (podążający z Asamu) zdołali tego dokonać na dowód swych wysokich umiejętności dowódczych i organizacyjnych. Król nadał obydwu generałom tytuł Agga Maha Thenapati – najwyższy możliwy stopień wojskowy. Bandula został też mianowany gubernatorem Sittaung.
W listopadzie Maha Bandula miał pod swą komendą 30 000 ludzi zgromadzonych na obrzeżach Rangunu. Był on przekonany, że poradzi sobie z liczącymi 10 tysięcy dobrze uzbrojonych żołnierzy siłami brytyjskimi. Chociaż Birmańczycy mieli przewagę liczebną, jedynie 15 000, a więc połowa z nich, uzbrojonych było w muszkiety. Birmańska artyleria strzelała tylko kulami, podczas gdy armaty brytyjskie ładowane były granatami artyleryjskimi. Maha Bandula nie wiedział też, że wojska brytyjskie otrzymały właśnie pierwszą dostawę najnowocześniejszej broni tej wojny - nieznanych Birmańczykom rakiet Congreve'a.
30 listopada Maha Bandula wydał rozkaz frontalnego ataku na pozycje brytyjskie, który się okazał największym błędem w jego karierze. Dysponujący lepszym uzbrojeniem Brytyjczycy odparli kilka brawurowych birmańskich natarć na zamienioną w fort pagodę Szwedagon, zabijając atakujących całymi tysiącami. 7 grudnia żołnierze brytyjscy wspierani ogniem rakiet zaczęli zyskiwać przewagę. 15 grudnia Birmańczycy zostali wyparci z ich ostatniej twierdzy w Kokine. Ostatecznie przy życiu pozostało jedynie 7 z 30 tysięcy birmańskich żołnierzy.

#### Bitwa pod Danubyu (marzec–kwiecień 1825)

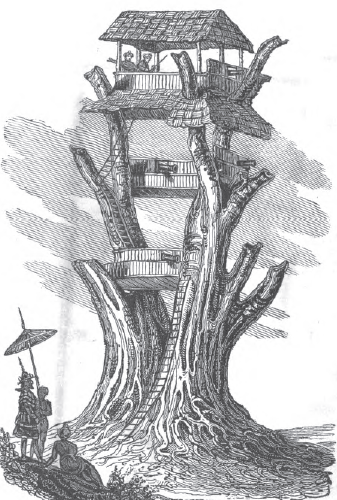
Maha Bandula dokonuje inspekcji punktu obserwacyjnego umieszczonego na drzewie w Danubyu.

Bandula wycofał się do swojej bazy na tyłach, zlokalizowanej w Danubyu, małym mieście w delcie Irawadi położonym niedaleko od Rangunu. Utraciwszy najbardziej doświadczonych ludzi pod Rangunem, siły birmańskie dysponowały teraz około 10 000 różnej jakości żołnierzy - byli wśród nich niektórzy z najlepszych żołnierzy króla, ale także niewyszkoleni i ledwo uzbrojeni poborowi. Wysoka na nie mniej niż 4,5 m chroniąca obóz palisada rozciągała się na ponad 1,5 km wzdłuż brzegu rzeki, a wykonano ją z solidnych belek drewna tekowego.
W marcu 1825 roku liczące 4000 żołnierzy siły brytyjskie wspierane przez flotyllę kanonierek zaatakowały Danubyu. Pierwsze brytyjskie natarcie nie powiodło się i Maha Bandula usiłował dokonać kontrataku siłami piechoty, kawalerii i 17 słoni bojowych. Słonie zostały jednak powstrzymane przez ogień rakiet, a kawaleria nie była w stanie atakować pod ciągłym ogniem brytyjskiej artylerii.
1 kwietnia Brytyjczycy przypuścili silny atak pokrywając miasto ogniem swych ciężkich dział i zasypując linie wojsk birmańskich rakietami. Maha Bandula został zabity przez wybuch pocisku moździerzowego, kiedy przechadzał się wokół fortu dla podniesienia morale swych żołnierzy - pod lśniącym złotym parasolem i dzierżąc wszystkie swe insygnia - pomimo ostrzeżeń swych generałów, że jest łatwym celem dla nieprzyjacielskiej artylerii.

#### Wynik wojny
Po śmierci Banduli Birmańczycy ewakuowali się z Danubyu.
Wojna trwała jeszcze 10 miesięcy, gdy siły brytyjskie posuwały się stopniowo w stronę birmańskiej stolicy, dochodząc ostatecznie do Yandabo położonego o cztery dni marszu od Ava. W lutym 1826 roku Birmańczycy uznali się za pokonanych. Na mocy Traktatu z Yandabo dwór w Ava zgodził się przekazać pod władzę brytyjską Arakan, prowincję Taninthayi, Manipur i Asam, uznać Cachar i Jaintię za terytoria brytyjskie oraz zapłacić w czterech ratach kontrybucję w wysokości miliona funtów szterlingów - sumę olbrzymią, nawet jak na realia europejskie owego czasu. Trzecie Imperium Birmańskie, będące w pewnym momencie zagrożeniem dla Brytyjczyków w Indiach, zostało skutecznie odepchnięte, obezwładnione i przestało zagrażać wschodniej granicy Indii Brytyjskich.
Pierwsza wojna brytyjsko-birmańska była najdłuższą i najkosztowniejszą ze wszystkich wojen w historii Indii Brytyjskich. Poległo w niej 15 000 żołnierzy indyjskich i europejskich oraz większa (prawie na pewno znacznie większa) liczba żołnierzy birmańskich. Kampania ta kosztowała Brytyjczyków od 5 do 13 milionów funtów szterlingów, co odpowiada 367 do 953 milionów funtów (ok. 1,833 do 4,765 mld złotych) według cen z roku 2013. Doprowadziło to do poważnego kryzysu ekonomicznego, jaki dotknął Indie Brytyjskie w roku 1833.
Dla Birmańczyków wojna ta była prawdziwym początkiem końca ich niepodległości. Olbrzymia suma nałożonej na Birmę kontrybucji - milion funtów szterlingów - przez wiele lat przygniatała jej gospodarkę. Po dwóch kolejnych wojnach, jakie stoczyli ze znacznie teraz słabszą Birmą Brytyjczycy, w 1885 roku cały kraj stał się ich łupem.

## Spuścizna

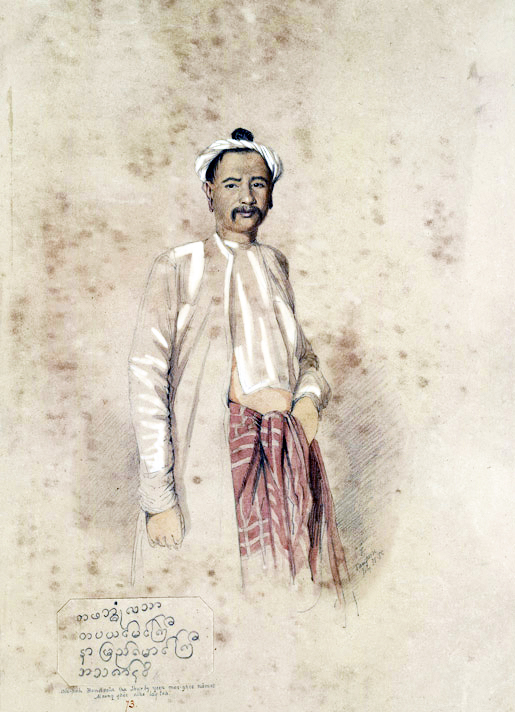
Syn Maha Banduli, Maung Gyi, służył w armii Konbaung, ale później przeszedł na stronę Brytyjczyków.

Maha Bandula odegrał ważną rolę w historii Birmy ze względu na odwagę, z jaką przeciwstawił się Brytyjczykom. W dużym stopniu to dzięki jego przywództwu I wojna brytyjsko-birmańska była jedyną z trzech wojen brytyjsko-birmańskich, w której Birmańczycy byli w stanie podjąć walkę z Brytyjczykami.
Birmańczycy zapamiętali ostatnie słowa Banduli w następującej formie:
Możemy przegrać bitwę. To nasze przeznaczenie. Walczymy najlepiej, jak możemy i płacimy własnym życiem. Nie mogę jednak ścierpieć poniżenia i hańby z powodu przegranej spowodowanej brakiem odwagi i waleczności. Niech zrozumieją, że Birmańczycy przegrali bitwę, gdyż utracili Naczelnego Wodza. Będzie to wiecznym przykładem birmańskiego ducha walki oraz podniesie honor i chwałę naszego narodu i naszych ludzi w oczach sąsiednich narodów.
Jak na ironię, ta wielka odwaga w dążeniu do bezpośredniej konfrontacji z wrogiem i używaniu śmiałej taktyki, która przyniosła nieprawdopodobne zwycięstwa w Manipurze i Asamie, przywiodła go do zguby w starciu z o wiele lepiej uzbrojonymi i podbijającymi świat Brytyjczykami, którzy ledwie dekadę wcześniej pokonali armie Napoleona. Przy całej swej sławie, Maha Bandula nie potrafił zmienić taktyki wobec znacznie lepszego uzbrojenia Brytyjczyków. Nie potrafił wyobrazić sobie zastosowania taktyki partyzanckiej lub jakiejś innowacyjnej strategii. Gdyby zdecydował się toczyć walkę partyzancką ostateczny wynik wojny mógłby nie ulec zmianie, ale warunki pokoju mogłyby być dla Birmańczyków nie tak ciężkie.

### Popularność i sława
Bandula pozostaje bardzo popularny w birmańskiej wyobraźni, często jest też jedynym generałem umieszczanym w jednym rzędzie ze słynnymi birmańskimi królami. Popularność ta nie wynika prawdopodobnie tylko z jego wysokich umiejętności jako dowódcy wojskowego. W końcu wszystkie swoje zwycięstwa odniósł z udziałem zdolnych, doświadczonych zastępców, takich jak gen. Ne Myo Thura Min Hla Nawrahta w Manipurze czy gen. Maha Thilawa w Asamie. Oprócz tego, Birma znała generałów odnoszących większe sukcesy, jak Maha Thiha Thura, który zwyciężył z najazdami wojsk dynastii Qing w latach 1766, 1767 i 1769, czy Maha Nawrahta i Ne Myo Thihapate, którzy rozczłonkowali Syjam w roku 1767 albo król-żołnierz Bayinnaung, który w XVI wieku podbił większość zachodu lądowej części Azji Południowo-Wschodniej. Jednak oni nigdy nie walczyli z Brytyjczykami, ówczesnym światowym supermocarstwem.
Przyczyną utrzymywania się popularności Maha Banduli jest raczej to, że miał odwagę stanąć do walki z wielokrotnie silniejszym przeciwnikiem. Może dziać się tak również dlatego, iż Birmańczycy postrzegają Bandulę jako reprezentanta ostatnich dni chwały Trzeciego Imperium Birmańskiego. Pamiętają oni, że po jego śmierci Birma doznawała jednej po drugiej sromotnych porażek, które doprowadziły ostatecznie do utraty przez nią suwerenności w 1885 roku. Z takiego czy innego powodu, Maha Bandula pozostaje najsłynniejszym generałem w historii Birmy.

### Upamiętnienia

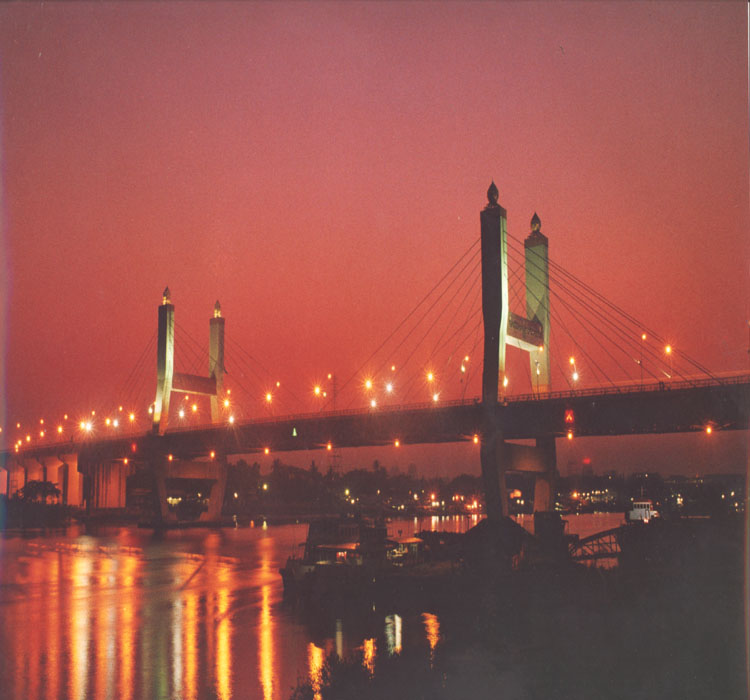
Most Maha Banduli w śródmieściu Rangunu

Drużyna Bandula jest jedną z pięciu drużyn, na jakie dzieleni są wszyscy uczniowie birmańskich szkół podstawowych i średnich. Pozostałe cztery drużyny noszą imiona największych królów w historii Birmy: Anawrahty, Kyanzitthy, Bayinnaunga i Alaungpayi.
Niektóre z najważniejszych obiektów w Mjanmie noszą imię poległego generała.
- မဟာဗန္ဓုလလမ်း /məhà bàɴdṵla̰ làɴ/ (ang. Maha Bandula Road, pol. ulica Maha Banduli) – jedna z czterech głównych alej w śródmieściu Rangunu
- မဟာဗန္ဓုလပန်းခြံ /məhà bàɴdṵla̰ páɴdʑàɴ/ (ang. Maha Bandula Park, pol. Park Maha Banduli) – park w centrum śródmieścia Rangunu
- မဟာဗန္ဓုလပန်းခြံလမ်း /məhà bàɴdṵla̰ páɴdʑàɴ làɴ/ (ang. Maha Bandula Park Road, pol. ulica Parku Maha Banduli) – ruchliwa ulica w śródmieściu Rangunu
- မဟာဗန္ဓုလတံတား /məhà bàɴdṵla̰ dədá/ (ang. Maha Bandula Bridge, pol. Most Maha Banduli) – most we wschodnim Rangunie, łączący dzielnice Pazundaung i Dawbon